# سیارک ۸۷۲۰
سیارک ۸۷۲۰ (به انگلیسی: 8720 Takamizawa، نامگذاری:1995WE1) هشت هزار و هفتصد و بیستمین سیارک کشف شده‌است که در ۱۶ نوامبر ۱۹۹۵ کشف شد.
قدر مطلق سیارک برابر ۱۳٫۳۰ است.